# Kurigram (Distrikt)

Lage von Kurigram in Bangladesch

Kurigram (bengalisch: কুড়িগ্রাম) ist ein Distrikt in Rangpur. Die im Hauptstadt des Distrikts bildet die gleichnamige Stadt Kurigram. Die Gesamtfläche des Distrikts beträgt 2245 km². Der Distrikt setzt sich aus 9 Upazilas zusammen. 
Kurigram grenzt im Norden an Koch Bihar in Westbengalen, östlich an Assam, südlich an Jamalpur und Gaibandha und westlich an Lalmonirhat und Rangpur. Der Distrikt hat 2.069.273 Einwohner (Volkszählung 2011). Die Alphabetisierungsrate liegt bei 42,5 % der Bevölkerung. 93,4 % der Bevölkerung sind Muslime, 6,5 % sind Hindus und 0,1 % sind Christen, Buddhisten oder sonstige.
Das Klima ist tropisch und das ganze Jahr über warm. Die jährliche Durchschnittstemperatur dieses Distrikts variiert von maximal 32,3 Grad Celsius bis minimal 11,2 Grad. Die jährliche Niederschlagsmenge beträgt 2931 mm (2011) und die Luftfeuchtigkeit ist ganzjährig hoch.
Die Wirtschaft des Distrikts ist vorwiegend von der Landwirtschaft geprägt. Angebaut werden vorwiegend Reis, Jute, Weizen und Tabak. Laut der Volkszählung von 2011 arbeiten 71,8 % der Arbeitskräfte in der Landwirtschaft, 24,2 % im Dienstleistungssektor (meist in informellen Verhältnissen) und 4 % in der Industrie.